# François Varillon
François Varillon SJ (ur. 1905 w Lyonie, zm. 17 lipca 1978 tamże) – francuski teolog katolicki. Spośród kilku jego publikacji na język polski przełożono Zarys doktryny katolickiej (Pax 1972). Dzieło to jest całościowym i organicznym ujęciem nauki katolickiej, oraz:
„Pokora Boga” tłumaczenie ks. Mieczysław Figarski, tytuł oryginału „L’HUMILITE DE DIEU”, seria/cykl wydawniczy Kolekcja „Znaki Czasu” tom 41, wydawnictwo EDITIONS DU DIALOGUE, data wydania 1982 (data przybliżona), ISBN 2-85316-023-8, liczba stron 143
„Radość wiary, radość życia”, Wydawnictwo Apostolstwa Modlitwy, data wydania: 1990-19-90, ISBN 978-83-85032-41-0.
„Krótki zarys wiary”, Wydawnictwo WAM Kraków ISBN 83-7097-550-X.

## Publikacje
- Un abrégé de la foi catholique, 1968, éditions Prière et Vie
- L’humilité de Dieu, 1974, éditions du Centurion (nagroda „Grand Prix catholique de littérature”)
- La souffrance de Dieu, 1975, éditions du Centurion
- Fénelon et le pur amour, Paris, Le Seuil
- Claudel, Paris, Desclée de Brouwer, 1967, coll. „Les écrivains devant Dieu”.
- Débat sur la foi, współautor Marcel Légaut, Desclée de Brouwer (1972)
- Deux chrétiens en chemin, współautor Marcel Légaut, Aubier, 1978.
- La Parole est mon royaume Vingt homélies au fil de l’année liturgique Le Cerf Collection « Foi vivante » N° 313
- Un chrétien devant les grandes religions Bayard – Centurion